# Linda Söffker
Linda Söffker (geboren 1969 in Eberswalde) ist eine deutsche Festivalkuratorin und Kuratorin von Filmreihen. Von 2010 bis 2022 verantwortete sie die Reihe Perspektive Deutsches Kino der Internationalen Filmfestspiele Berlin.

## Leben und Beruf
Linda Söffker wuchs zunächst in ihrer Geburtsstadt Eberswalde auf, zog mit ihren Eltern dann nach Frankfurt (Oder) und besuchte dort ein naturwissenschaftliches Gymnasium. Nach dem Abitur studierte sie Wirtschaftsinformatik in Berlin-Karlshorst. Nach dem Mauerfall wechselte sie in den Fachbereich Kultur- und Theaterwissenschaft an der Humboldt-Universität zu Berlin. Parallel zum Studium war sie im Rahmen einer Stelle als studentische Hilfskraft bereits kuratorisch für Filmreihen im Zeughauskino des Deutschen Historischen Museums in Berlin tätig. Im Jahr 1999 wechselte Linda Söffker zum Organisationsbüro der Berlinale, ab 2002 arbeitete sie für die Sektion Perspektive Deutsches Kino unter der Leitung von Alfred Holighaus. Nach dem Ausscheiden von Holighaus übernahm sie 2010 die Sektionsleitung.
Laut Berlinale-Profil engagiert sich Linda Söffker seit 1998 daneben in den Bereichen Produktionsleitung und kuratorische Mitarbeit bei verschiedenen Festivals, etwa bei Doku.arts, dem Internationalen Festival für Filme zur Kunst, das zunächst in der Akademie der Künste (Berlin) stattfand, später ins Zeughauskino wechselte, oder im Jahr 2016 als Teil eines dreiköpfigen Kuratoriums, das die kommissarische Leitung der Hofer Filmtage im Jahr 2016 verantwortete. Daneben ist sie Mitglied verschiedener Film- und Förderjurys, z. B. in der BKM-Förderkommission Produktion und Drehbuch, der Spielfilmjury des Österreichischen Filmpreises 2007 und der Jury des Lichter Filmfests Frankfurt (Main) International 2016. Nach dem Ende ihrer Tätigkeit bei der Berlinale ist sie seit 2022 als wissenschaftliche Referentin bei der DEFA-Stiftung tätig.
Zusammen mit Ralph Eue gab sie 2006 ein Buch über Aki Kaurismäki heraus. Daneben schreibt sie Texte für Kino-Programmhefte für das Filmarchiv Austria, das Zeughauskino und seit 2008 in Kooperation mit Alfred Holighaus das Programmheft zum Deutschen Filmpreis sowie für Filmzeitschriften wie Recherche Film und Fernsehen und Kolik.film.
Sie lebt in Berlin.

## Veröffentlichungen
- zus. m. Ralph Eue (Hrsg.): Aki Kaurismäki. Bertz + Fischer Verlag, Berlin 2006, ISBN 978-3929470895.[7]